# Histoire philatélique et postale de la Grèce

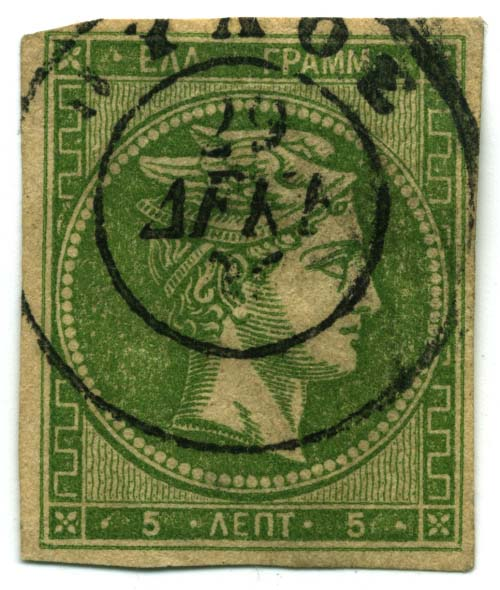
Un timbre à la « Grosse tête d'Hermès » de 5 lepta, probablement affranchi à Pylos en 1886.

L'histoire postale et philatélique de la Grèce commence en 1828 et se poursuit jusqu'à nos jours.
La Poste grecque fait son apparition à la fin de la guerre d'indépendance. Cependant, les premiers timbres hellènes, connus sous le nom d'« Hermès large tête », ne sont pas imprimés avant 1861.
Jusqu'en 1966, et à l'exception d'une série émise en 1927, tous les timbres grecs portent simplement la mention « ΕΛΛΑΣ » (c'est-à-dire « Hellas », ou « Grèce »). Entre 1966 et 1982, l'inscription est modifiée de façon à inclure également la version latine du nom du pays (« ΕΛΛΑΣ-HELLAS »). À partir de 1982, « ΕΛΛΑΣ » est remplacée par « ΕΛΛΗΝΙΚΗ ΔΗΜΟΚΡΑΤΙΑ » (République hellénique). Cette expression apparaît également sur la série émise en 1927. 
Les frontières de la Grèce ont largement évolué entre la reconnaissance officielle de son indépendance en 1830 et l'après Seconde Guerre mondiale. La conquête de nouvelles régions (notamment après les Guerres balkaniques de 1912-1913) s'est souvent accompagnée de l'émission de timbres les représentant. Avant d'être réunis à la Grèce, certains de ces « nouveaux territoires » (comme Samos, Ikaria ou la Crète) ont parfois connu une période d'autonomie au sein de l'Empire ottoman et ont alors émis leurs propres timbres.
À partir de 1896 et de la célébration des Jeux olympiques d'Athènes, la Grèce a également émis des timbres commémoratifs. Ceux-ci ont eu pour sujets l'histoire, l'art, la mythologie, la faune ou l'ancienne famille royale.
Depuis 1874, la Grèce est membre de l'Union postale universelle. 

### Antécédents : les timbres ioniens (1859-1864)

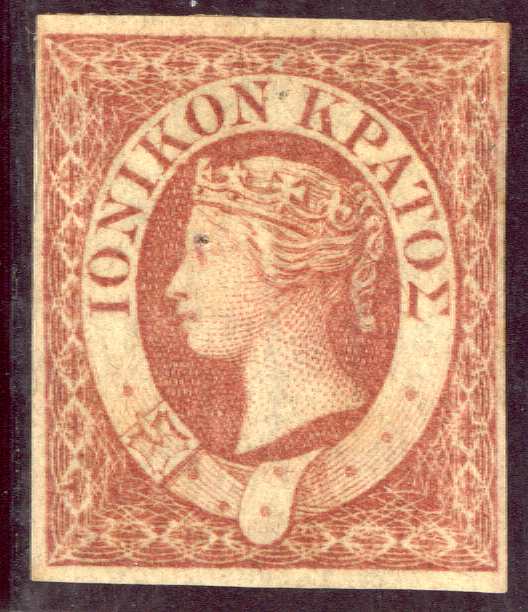
Timbre de l’État Ionien avec le portrait de la Reine Victoria (1859)

## Premières émissions

### «Grosse tête d'Hermès» (1861-1888)
Les timbres au type de la « grosse tête Hermès » sont émis en application de la loi de 1853 sur l'affranchissement du courrier par l'expéditeur et de celle du 24 mai 1860 sur les tarifs postaux. Un décret du 10 juin suivant annonce le choix d'Hermès, messager des dieux dans la mythologie grecque comme effigie des timbres.
Les neuf valeurs des timbres à la « grosse tête Hermès » sont imprimées pendant plus de vingt ans (de 1861 à 1882) à partir des mêmes neuf planches typographiques et restent en circulation pendant vingt cinq ans (de 1861 à 1886) avant d'être à nouveau utilisées, surchargées, en 1900/1901.
Les timbres à la grosse tête Hermès sont non dentelés, à l'exception des deux séries surchargées en 1900/1901

### «Petite tête d'Hermès» (1886-1900)

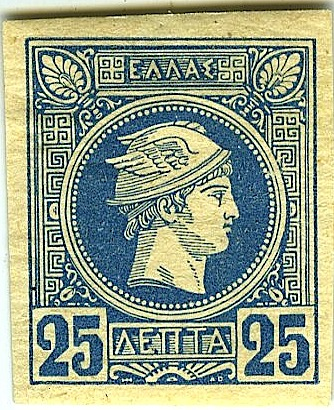
25 lepta des tirages de Belgique de la « petite tête d'Hermès ».

Le second type des timbres-poste grecs est également à l'effigie du dieu Hermès. Il est dit de la « petite tête d'Hermès » et est émis de 1886 à 1899. La maquette a été dessinée par A. Doms, et le poinçon gravé par H. Hendrickx. Les planches typographiques comptaient 300 timbres, subdivisées en six panneaux de 50 timbres (5 × 10) montés en deux colonnes de trois rangées.
Les timbres à la « petite tête d'Hermès » sont non dentelés et dentelés, avec différentes dentelures (13 & ½ 11 & ½, et 13 & ¼).
Il existe également des timbres dentelés 15, non officiels, probablement perforés à la machine à coudre, à la banque nationale de Grèce d'Amfissa, d'où leur nom : dentelés d'Amfissa.
Comme les timbres à la « grosse tête d'Hermès », les émissions de la « petite tête d'Hermès » ont également été surchargées en 1900 lors de l'émission des deux séries, avec valeurs métalliques et à usage courant.

## Crète autonome et bureaux français
En juillet 1897, une force internationale occupe la Crète, qui fait alors partie de l'Empire ottoman, pour lui donner un statut de région autonome. La France ouvre alors des bureaux de poste dans l'île. En 1913, la Crète est réunie à la Grèce.

## Bureaux français de l'Empire ottoman
La France avait ouvert des bureaux dans l'Empire ottoman et certains se trouvaient dans des villes actuellement rattachées à la Grèce. Ils ont utilisé des timbres de France avec notamment des oblitérations par losanges petits chiffres, puis gros chiffres.
| Ville          | Appellation française | Province          | Date ouverture | Petit Chiffre | Gros Chiffre |
| -------------- | --------------------- | ----------------- | -------------- | ------------- | ------------ |
| Alexandroúpoli | Dédéagh               |                   | 1874           | non           | 5155         |
| Kavala         | Cavalle               |                   | 1874           | non           | 5156         |
| Lagos          | Lagos                 |                   | 1874           | non           | 5154         |
| Mytilène       | Mételin               |                   | 1852           | 3771          | 5093         |
| Rhodes         | Rhodes                |                   | 1852           | 3772          | 5094         |
| Thessalonique  | Salonique             | Macédoine grecque | 1857           | 4012          | 5095         |
| Trabzon        | Trébizonde            |                   | 1857           | 4016          | 5100         |